# Districtul Chaloem Phra Kiat, Buriram
Chaloem Phra Kiat (în thailandeză เฉลิมพระเกียรติ) este un district (Amphoe) din provincia Buriram, Thailanda, cu o populație de 39.796 de locuitori și o suprafață de 349,7 km².

## Componență
Districtul este subdivizat în 5 subdistricte (tambon), care sunt subdivizate în 71 de sate (muban).
| Nr. | Nume              | În thailandeză | Sate | Locuitori |  |
| --- | ----------------- | -------------- | ---- | --------- |  |
| 1.  | Charoen Suk       | เจริญสุข         | 14   | 6,483     |  |
| 2.  | Ta Pek            | ตาเป๊ก          | 15   | 8,872     |  |
| 3.  | Isan Khet         | อีสานเขต        | 15   | 8,360     |  |
| 4.  | Thawon            | ถาวร           | 11   | 7,517     |  |
| 5.  | Yai Yaem Watthana | ยายแย้มวัฒนา     | 16   | 8,564     |  |